# Pyry Hannola
Pyry Petteri Hannola (ur. 21 października 2001 w Rovaniemi) – fiński piłkarz występujący na pozycji pomocnika. Zawodnik SJK.

## Sukcesy

### HJK Helsinki
- Mistrz Finlandii: 2020[2]